# Sites mémoriaux du Génocide de 1994 perpétré contre les Tutsi du Rwanda
Les Sites mémoriaux du Génocide de 1994 perpétré contre les Tutsi du Rwanda sont des sites, monuments, stèles et musées dédiés aux victimes du génocide perpétré en 1994 contre les Tutsi du Rwanda. Ces mémoriaux rappellent le souvenir des victimes et servent de lieux de recueillement, d’éducation à la paix et de transmission de la mémoire.

## Liste des monuments
| Site                                                            | Type                | Pays   | Localité / région            |
| --------------------------------------------------------------- | ------------------- | ------ | ---------------------------- |
| Centre commémoratif du génocide de Bisesero                     | Mémorial            | Rwanda |                              |
| Centre commémoratif du génocide de Murambi                      | Mémorial            | Rwanda |                              |
| Jardin de la mémoire de Nyanza                                  | Jardin commémoratif | Rwanda | district de Kicukiro, Kigali |
| Mémorial des gardiens de la paix Belges                         | Mémorial            | Rwanda | Kigali, Kigali Ville         |
| Mémorial du génocide de Bigogwe                                 | Mémorial            | Rwanda |                              |
| Mémorial du génocide de Cyanika                                 | Mémorial            | Rwanda |                              |
| Mémorial du génocide de Gahanga                                 | Mémorial            | Rwanda | district de Kicukiro, Kigali |
| Mémorial du génocide de Gashirabwoba                            | Mémorial            | Rwanda |                              |
| Mémorial du génocide de Kaduha                                  | Mémorial            | Rwanda |                              |
| Mémorial du génocide de Kibeho                                  | Mémorial            | Rwanda | Kibeho, province du Sud      |
| Mémorial du génocide de Kibuye                                  | Mémorial            | Rwanda |                              |
| Mémorial du génocide de Kigali                                  | Mémorial            | Rwanda |                              |
| Mémorial du génocide de Mugonero                                | Mémorial            | Rwanda |                              |
| Mémorial du génocide de Mvuzo                                   | Mémorial            | Rwanda |                              |
| Mémorial du génocide de Ngororero                               | Mémorial            | Rwanda |                              |
| Mémorial du génocide de Ntarama                                 | Mémorial            | Rwanda |                              |
| Mémorial du génocide de Nyamasheke                              | Mémorial            | Rwanda |                              |
| Mémorial du génocide de Nyamata                                 | Mémorial            | Rwanda |                              |
| Mémorial du génocide de Nyarubuye                               | Mémorial            | Rwanda |                              |
| Mémorial du génocide de Nyundo                                  | Mémorial            | Rwanda |                              |
| Mémorial du génocide de Rebero                                  | Mémorial            | Rwanda | Rebero, Kigali Ville         |
| Mémorial du génocide de Ruhanga                                 | Mémorial            | Rwanda |                              |
| Mémorial du génocide de Rusiga                                  | Mémorial            | Rwanda |                              |
| Stèle à la mémoire des victimes du génocide des Tutsi au Rwanda | Stèle commémorative | France | Paris, île de France         |